# Преступление и наказание (фильм, 1983)
«Преступление и наказание» (фин. Rikos ja rangaistus) — первый полнометражный фильм финского режиссёра Аки Каурисмяки. Фильм основан на одноимённом романе Фёдора Достоевского. Лента получила две премии «Юсси» — за лучший дебютный фильм и за лучший сценарий.

## История создания
«Преступление и наказание» стало дебютной картиной 26-летнего Аки Каурисмяки. Бюджет фильма был ограниченный. По словам самого кинорежиссёра, снимать фильм на основе литературного произведения, а тем более Достоевского, ему было удобно, так как писатель уже сделал дело за него, благодаря чему при написании сценария ему оставалось время лишний раз посидеть в баре. Снимать экранизацию романа Достоевского его побудила фраза Альфреда Хичкока, сказанная в беседе с режиссёром Франсуа Трюффо, о том, что он никогда бы не стал экранизировать «Преступление и наказание» из-за его многословности.
В ответ на сравнение его картины с «Карманником» Робера Брессона Каурисмяки утверждал, что не видел этот фильм до того, как закончил своё «Преступление и наказание». К тому же он был запрещён в Финляндии из-за обвинений в побуждении к насилию.

## Сюжет
Действие фильма проходит в современном Хельсинки, начала 1980-х. После смерти своей невесты в автокатастрофе студент юрфака Анти Рахикайнен оставил учёбу и устроился работать на бойню мясником. Зная виновника аварии, он появляется в его доме и убивает растерявшегося хозяина из принесённого пистолета.
Случайной свидетельницей убийства становится Ева Лааксо. Не решаясь открыть полицейским имя преступника, она настойчиво советует Анти прийти с повинной и добровольным признанием снять с себя тяжёлый груз совершённого преступления.
Инспектор полиции Пеннанен и следователь Снеллман уверены в причастности к убийству Рахикайнена.
Сыщики начинают психологическую игру с потерявшим самообладание юношей, заставляют того нервничать и путаться в показаниях.
О тайне Евы Лааксо узнаёт её босс Хейнонен, который предлагает своё молчание в обмен на благосклонность Евы. После ряда неудач Хейнонен намерен самостоятельно решить судьбу бывшего студента, но неожиданно гибнет в результате несчастного случая.
Будучи не в состоянии контролировать собственные поступки, Анти бросает в шляпу уличного попрошайки те немногие ценные вещи, которые забрал в квартире Хонникена. Арестованный полицией нищий по непонятным причинам признаётся в том, что убийство — дело его рук.
Рахикайнену удаётся раздобыть фальшивый паспорт, столь необходимый для незамедлительного бегства из страны. После прощального разговора с Евой он внезапно меняет принятое решение и сдаётся на милость властей в том же полицейском участке, где он совсем недавно отвечал на коварные вопросы следователя по делу об убийстве Хоннекена.

## В ролях
- Маркку Тойкка[фин.] — Антти Рахикайнен
- Айно Сеппо[фин.] — Ева Лааксо, свидетель убийства
- Эско Никкари[фин.] — инспектор Пеннанен
- Олли Туоминен — детектив Снеллман
- Ханну Лаури[фин.] — Хейнонен, босс Евы Лааксо
- Матти Пеллонпяя — Никандер, приятель Антти
- Кари Сорвали — Сормунен, попрошайка в переходе
- Пентти Ауэр[фин.] — Кари Хонканен
- Харри Марстио — певец в баре
- Асмо Хурула — бармен
- Ристо Аалтонен — эпизод
- Тарья Кейнянен — эпизод

## Критика
Киноведы Андрей и Елена Плаховы, исследовавшие творчество Каурисмяки, причисляют «Преступление и наказание», наряду с картинами «Союз Каламари» и «Гамлет идёт в бизнес», к «чёрной трилогии» кинорежиссёра. В статье о Каурисмяки в «Большой российской энциклопедии» Андрей Плахов дал следующую характеристику дебютному фильму финского режиссёра:
Роман Ф. М. Достоевского стал поводом для раскрытия драмы молодого маргинала, бросающего вызов охваченной потребительским бумом Финляндии, стране «экономического чуда»
Валерий Турицын в своей книге «Малоизвестные киношедевры» подчёркивал постмодернистскую эпатажность финской экранизации произведения русской классики, при этом проявляющуюся в первых же сценах с разделкой мясных туш под мелодию «Серенады» Франца Шуберта и перерубанием таракана лопатой. Он также отмечает фразу героя, сказанную им при убийстве «Я убил насекомое, и сам стал насекомым».
Игорь Манцов в журнале «Искусство кино» прослеживает в творчестве финского режиссёра, начиная с «Преступления и наказания», два главных мотива: города и мужского начала, когда суровые парни из глубинки приезжают в город и тем или иным способом пытаются победить его.
Критик Наталья Шарапова сравнивая «Преступление и наказание» с «Гавром», более поздней работой Каурисмяки, отмечала, что в первом главный герой протестует против общества, проявляя ошарашивающую жестокость, в отличие от второго, где герои делают это, напротив, с изысканным благородством.